# Stadtbezirke von Košice

Bezirke von Košice

Die Košicer Stadtbezirke sind (mit gewissen Einschränkungen) Gemeinden innerhalb der Stadt Košice, sowohl im Bereich der Selbstverwaltung als auch im Bereich der staatlichen Verwaltung. Sie werden von ihren eigenen lokalen Behörden verwaltet, an deren Spitze ein Bürgermeister (starosta) steht. Der gesamten Stadt steht der Oberbürgermeister (primátor) vor. Košice gliedert sich in 22 Bezirke.
| Košicer Stadtbezirke | Košicer Stadtbezirke                                                 |
| Kreis                | Bezirke                                                              |
| -------------------- | -------------------------------------------------------------------- |
| Košice I             | Džungľa, Kavečany, Sever, Sídlisko Ťahanovce, Staré Mesto, Ťahanovce |
| Košice II            | Lorinčík, Luník IX, Myslava, Pereš, Poľov, Sídlisko KVP, Šaca, Západ |
| Košice III           | Dargovských hrdinov, Košická Nová Ves                                |
| Košice IV            | Barca, Juh, Krásna, Nad jazerom, Šebastovce, Vyšné Opátske           |

## Liste der Stadtbezirke von Košice nach Einwohnerzahl
Košice hatte im Jahr 2023 225.044 Einwohner.
| Wappen | Rang | Stadtteil           | Kreis      | Fläche [km²] | Einwohnerzahl | Einwohnerdichte [Einw./km²] |
| ------ | ---- | ------------------- | ---------- | ------------ | ------------- | --------------------------- |
|        | 1.   | Západ               | Košice II  | 5,53         | 36 621        | 6 622,24                    |
|        | 2.   | Dargovských hrdinov | Košice III | 11,09        | 24 397        | 2 199,91                    |
|        | 3.   | Nad jazerom         | Košice IV  | 3,66         | 21 998        | 6 010,38                    |
|        | 4.   | Sídlisko KVP        | Košice II  | 1,78         | 21 675        | 12 176,97                   |
|        | 5.   | Juh                 | Košice IV  | 9,77         | 20 724        | 2 121,19                    |
|        | 6.   | Staré Mesto         | Košice I   | 4,34         | 20 137        | 4 639,86                    |
|        | 7.   | Sídlisko Ťahanovce  | Košice I   | 8,26         | 20 081        | 2 431,11                    |
|        | 8.   | Sever               | Košice I   | 54,58        | 18 424        | 337,56                      |
|        | 9.   | Luník IX            | Košice II  | 1,07         | 7 146         | 6 678,50                    |
|        | 10.  | Krásna              | Košice IV  | 20,05        | 6 179         | 308,18                      |
|        | 11.  | Šaca                | Košice II  | 41,21        | 5 744         | 139,38                      |
|        | 12.  | Barca               | Košice IV  | 18,13        | 3 710         | 204,63                      |
|        | 13.  | Košická Nová Ves    | Košice III | 5,77         | 3 154         | 546,62                      |
|        | 14.  | Vyšné Opátske       | Košice IV  | 4,19         | 2 760         | 658,71                      |
|        | 15.  | Myslava             | Košice II  | 7,01         | 2 683         | 382,74                      |
|        | 16.  | Ťahanovce           | Košice I   | 7,28         | 2 195         | 301,51                      |
|        | 17.  | Pereš               | Košice II  | 1,33         | 2 168         | 1 630,08                    |
|        | 18.  | Kavečany            | Košice I   | 10,05        | 1 361         | 135,42                      |
|        | 19.  | Poľov               | Košice II  | 12,96        | 1 193         | 92,05                       |
|        | 20.  | Lorinčík            | Košice II  | 2,97         | 1 155         | 388,89                      |
|        | 21.  | Šebastovce          | Košice IV  | 5,1          | 772           | 151,37                      |
|        | 22.  | Džungľa             | Košice I   | 0,47         | 767           | 1 631,91                    |